# Farès Ferjani
Farès Ferjani (n. 22 iulie 1997, Tunis, Tunisia) este un scrimer tunisian, medaliat olimpic. A participat la 3 ediții ale Jocurilor Olimpice (2016, 2020, 2024) în care a câștigat o medalie de argint.